# フォルクスワーゲン・ボーラ
ボーラ（Bora）は、ドイツの自動車メーカーフォルクスワーゲンがかつて販売していた自動車である。Cセグメントに分類されることが多い。

## 概要
1998年にヴェントの後継車種として登場。ゴルフとパサートの中間に位置する4ドアセダン、5ドアステーションワゴンであり、4代目ゴルフとプラットフォーム（Aプラットフォームと呼ばれた）を共有する。
車名はアドリア海沿岸やギリシャ、ロシア、トルコの一部で冬に断続的に吹く北風ボーラに由来している（マセラティ・ボーラと同一）。
なお、ボーラはアジア地域と欧州における車名であり、北米では引き続きジェッタ（通算4代目）を名乗る。
また、ステーションワゴン仕様は北米ではジェッタ・ワゴン、欧州ではボーラ・ヴァリアントとして2001年に発売された。このモデルのボディの外寸等は基本的に先行して登場していたゴルフ・ヴァリアント（日本名ゴルフ・ワゴン）に準じるものでありパーツも多くを共有しているが、日本には導入されなかった。なお、逆にゴルフ・ヴァリアントは北米では発売されていない。
以下では基本的に日本国内仕様の4ドアセダンについて述べる。

## エクステリア
先代に相当するヴェント（3代目ジェッタ）に比べ全長は5mm長くなるにとどまる一方、全幅は40mm、全高は25mm拡大され、日本ではついに3ナンバーサイズとなった。またヴェントがゴルフと共通のパーツを多く持っていたのに対し、ボーラの外板は専用のものが多く使われている。
フロントデザインはそれまでのジェッタ、ヴェントの流れを組む角形ライトを採用しながらも、ゴルフIV同様のプロジェクタータイプを採用、フォグランプとウィンカーも内蔵されている。フロントグリルは当時のVWで主流であったハッピーフェイスで、V5、V6仕様はそれぞれ専用のエンブレムが加えられた。

サイドデザインの特徴は大きく倒し込まれたCピラーであり、ベース車となったゴルフIVよりもエレガントな印象を与える。トランクは先代同様ハイデッキとなっている。
テールランプは先行して登場していた5代目パサートと共通の意匠を持っている。
日本仕様は全グレードにアルミホイールが標準装備され、V6仕様車にはバンパーとサイドモール・フロントグリルにクロームメッキが追加された。
またボーラはゴルフIVなどと同様にボディの継ぎ目が徹底的に小さくなり、クラス以上の高品質だと評価された。

## インテリア
ボーラには、高品質で話題になったゴルフIVをベースに、更に高級感を増した仕上げとなっている。エアコンの送風口はシャッタータイプのルーバーが搭載され、完全に閉じることができる。ベースグレードでも本皮巻きのステアリングとシフトノブが、さらにV型エンジン搭載車は本皮シートが装備された。先代のヴェントではグレー系統しか選べなかった内装も、ブラックとベージュの2種類から選択できるようになった。さらにインストルメンタル・パネルやドアグリップには本物のウォールナットが、シフトノブ周辺はメッキパーツがあしらわれた。
カーオーディオは1DINサイズのMDデッキだったが、上部の収納スペースと合わせて2DINに対応し、社外品のカーオーディオやカーナビゲーションシステムの装備も簡単になった。さらにオプションでメーカー純正のDVDナビゲーションシステム「マルチメディアステーション」を装備することもできた。エアコンはヴェントのダイヤル式マニュアルエアコンに代わりフルオートエアコンが装備された。折りたたみ式のカップホルダーも標準で搭載されたが、初期のモデルではカップホルダーの不具合で飲み物がこぼれたケースが報告され、後に改良されている。
なおメーターパネルや各スイッチのボタンの文字はヘッドライトを点灯すると青く光り（一部は赤）、独特な高級感を演出する。この演出は後継となるゴルフV世代のVW車まで引き継がれた。

## その他
内外装ともに先代のヴェントに比べて高級感を強めゴルフとの差別化に成功したボーラであったが、一方で後部座席の居住性やトランクの容量は大きく犠牲となってしまう。ヴェントに対しホイールベースは40mm延長されたが、前席の居住性が向上したのに対し、後席はレッグスペースの狭さとヘッドクリアランスの狭さが指摘された。特に短いルーフとCピラーにより後席のヘッドクリアランスの余裕は殆どない。
トランクルームの容量は450Lとクラスとしては標準的ながら先代のヴェントに比べると狭く、ヴェントからの買い替えは余り進まなかった。そのため後継車にあたるジェッタの開発では、再びトランク容量の拡大に力を入れられている。
実用的なファミリーカーとしての色合いは若干薄められているボーラだが、ゴルフベースのセダンが「ゴルフにトランクをつけただけ」と揶揄されてきた歴史を打破することに対しては一定の成功を収めたモデルである。

## 歴史
1999年10月、日本に2.0L 直列4気筒 SOHC（116PS/5,200rpm、17.3kgm/2,400rpm）と2.3L 狭角V型5気筒 SOHC（150PS/6,000rpm、20.9kgm/3,200rpm）のガソリンエンジンを搭載するモデルが導入された。トランスミッションはいずれも4速AT、駆動方式はFF。
日本国外には1.4L 直4、1.6L 直4、1.8L 直4、1.8L 直4 ターボ、2.8L V6のガソリンエンジンの他、1.9L 直4 ディーゼルエンジンも用意されており、同じエンジンでも出力が違うなど多くのバリエーションが存在していた。また、MT仕様もラインナップされていた。
2001年、日本にも2.8L V6モデルを追加。このモデルに限り駆動方式は「4モーション」と呼ばれるフルタイム4WDで、6速MTを採用する。また、2.3L V5モデルは4バルブ化され(弁駆動方式はDOHC)出力が20PSアップして170PSとなり、5速ATを搭載。北米でステーションワゴンがジェッタワゴンとして導入される。
2002年から中国でフォルクスワーゲンと第一汽車の合弁会社が宝来（ボーラ）の名称で生産を開始。
2003年3月、日本で販売される全グレードにカーテンエアバッグを標準装備化。
2005年2月、2.8L V6モデルの日本での販売を中止。再び2.0L、2.3Lモデルのみとなる。
2006年2月、生産終了。後継は全世界で名称が統一された5代目ジェッタとなる。
一方、カナダではシティジェッタとして引き続き生産され、中国では2006年夏にマイナーチェンジしてパサートに似たフロントマスクを与えられた後も生産が続けられている。

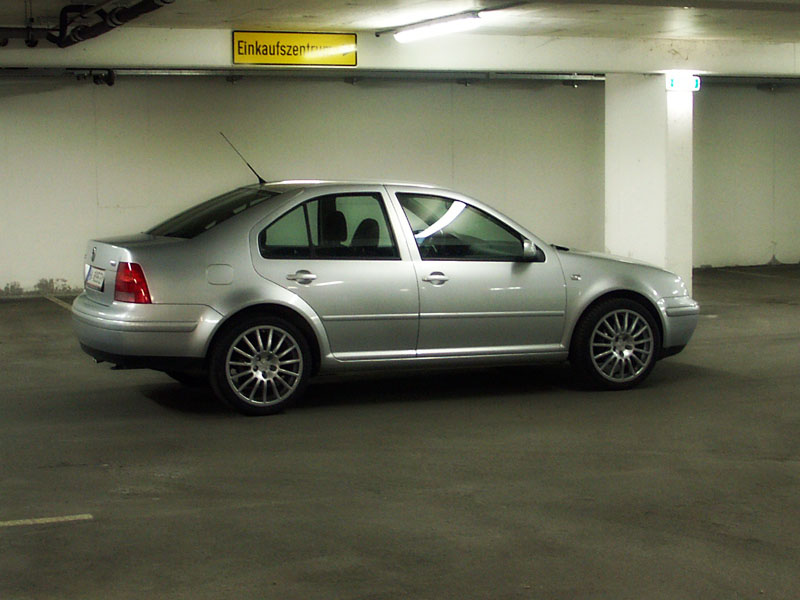
サイド
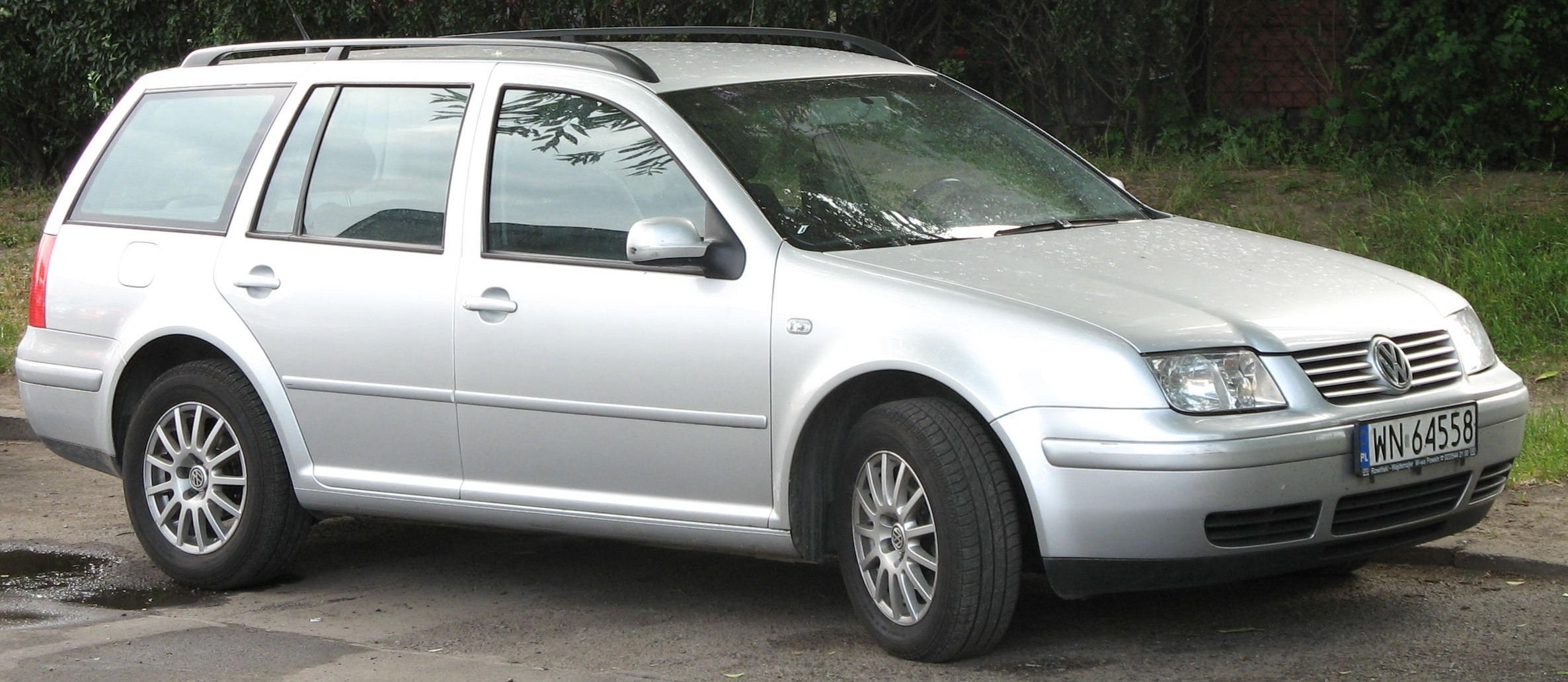
ボーラヴァリアント
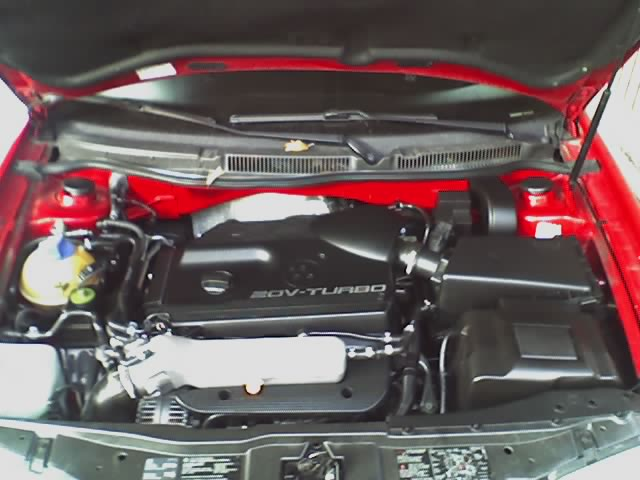
1.8L ターボエンジン